# Balada romántica
La balada romántica (también conocida como canción melódica o música romántica) es un género musical que apareció en la década de 1960 que alcanzó popularidad en algunos países de América Latina y Europa. Se caracteriza por ser un género interpretado en tiempo lento, siempre tratando temáticas de amor.
En México se escuchaban baladas románticas al inicio de la década de 1960, dada la influencia cultural de Estados Unidos y la frecuencia con que esta música era escuchada en las estaciones de radio juveniles de la época (Ver: Los Teen Tops, Los Camisas Negras y artistas relacionados como Enrique Guzmán y César Costa).
Su auge en España estuvo aparejado con el ingreso de ese país en el festival de la canción de Eurovisión de 1962 con la canción Llámame. En Eurovisión 1966, Raphael representó a España con la canción Yo soy aquel, con la que obtuvo el séptimo lugar.

## Características
El etnomusicólogo Daniel Party define a la balada romántica como «una canción de amor de tiempo lento, interpretada por un cantante solista generalmente acompañado de una orquesta».
Party ha destacado el carácter común “latino” del género, más allá de los países, definiendo a la balada romántica como una «lingua franca», derivada de «una sensibilidad común latinoamericana» Recurriendo a las investigaciones de Jesús Martín-Barbero, Party destaca que la balada romántica es una expresión de un proceso cultural más amplio, denominado por Martín-Barbero como «integración sentimental latinoamericana», fenómeno que estaría dando cuenta de una estandarización de las maneras de sentir y expresar las emociones de los latinoamericanos, a través de gestos, sonidos, ritmos y cadencias literarias comunes, vinculados a su vez a la telenovela.

## Historia

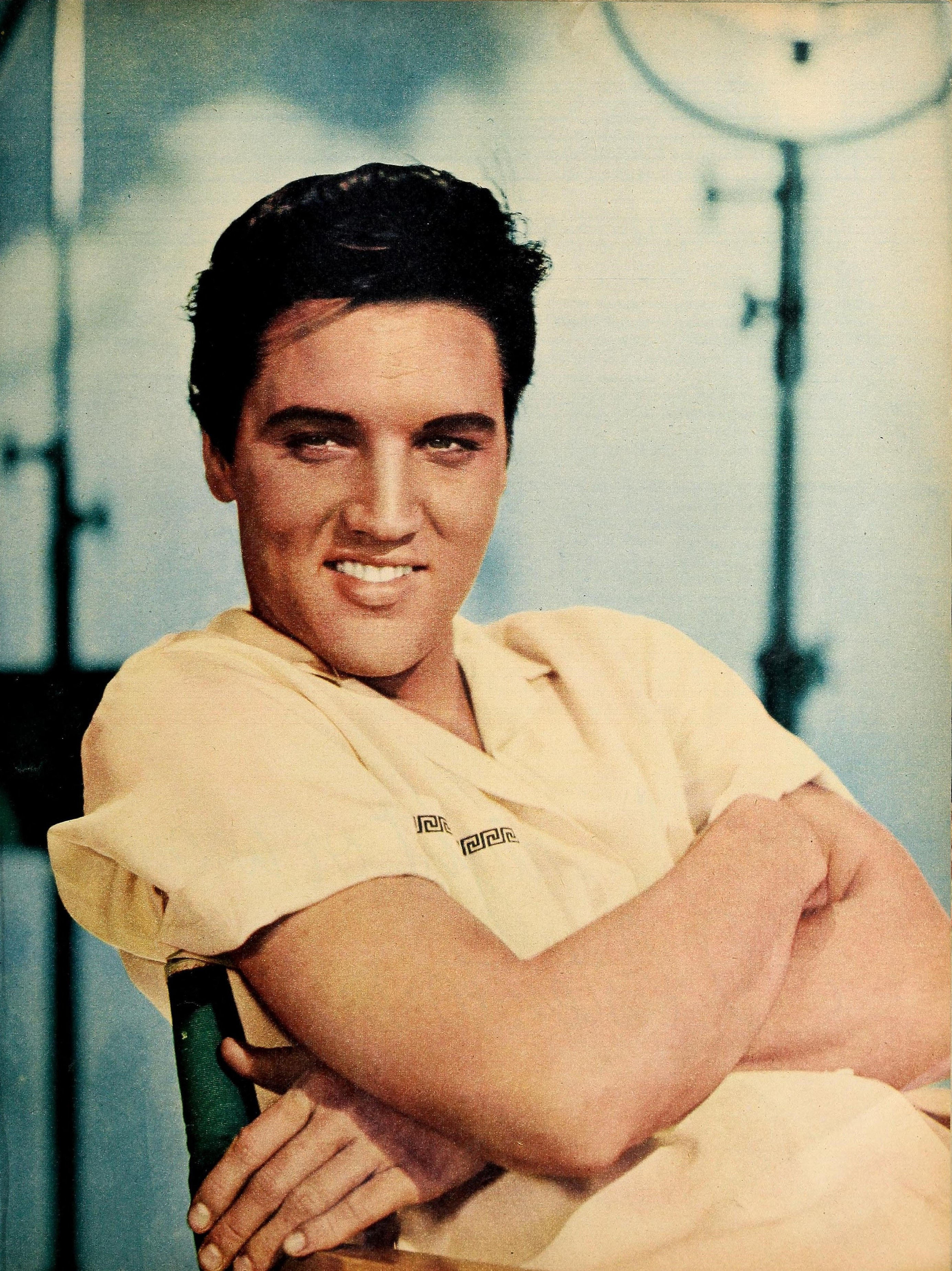
Elvis Presley interpretó un gran número de baladas especialmente para sus películas en la década de los 50s y 60s

### Orígenes
El género ballad, de origen cultural en los inmigrantes europeos en la América de los años 1920 contrastaba con el desarrollo de la música americana. Fue durante esos años cuando deciden llamar "ballad" a los temas lentos de temática romántica. Su atractivo se debió a su influencia de la música clásica, y entre los primeros géneros populares que ganaron aceptación utilizando una orquesta sinfónica, primeramente influirá solo en Europa, que presenta música idéntica. 
El blues y el jazz en Estados Unidos sufrían transformaciones que se estaban gestando desde los años 1930 y 1940 y que propiciaron el origen de nuevos ritmos. El rock and roll a mediados de los años 1950 transformó algunos estilos de música contemporáneos en lo que se refiere a la forma de cantarlos y la instrumentación, que incluía reverberación por primera vez en instrumentos eléctricos, además de la sinfónica tradicional baladística. Las baladas se difundían por todo el mundo gracias a los vinilos y al cine estadounidense.
Uno de los principales difusores fue Elvis Presley, cuando diversificó su música, además del rock and roll, cultivando la nueva balada, influenciando al romántico rock lento (slow rock) de fines de la década liderado por Paul Anka y Neil Sedaka. Los años 1950 eran los años de la posguerra, Europa y Asia salían de las ruinas producidas por la Segunda Guerra Mundial; América Latina, Europa y los otros continentes recibieron la influencia musical estadounidense y produjeron reediciones de baladas estadounidenses con nuevas letras en idiomas autóctonos durante más de una década. Anteriormente a esto, la música vernácula de los países del mundo quedaba relegada frente a cantantes estadounidenses como Bing Crosby y Frank Sinatra que llenaban las carteleras desde los años 1930.

### La balada romántica en América Latina
En América Latina, la balada romántica tiene un referente en el bolero latinoamericano de los años 1950 con Lucho Gatica, Leo Marini, etc., aunque influida también por la canción romántica francesa (Charles Aznavour) y la italiana (Domenico Modugno y Nicola Di Bari), de los años 1960 y 1970. También fue fuertemente influenciada por la «Nueva ola» mexicana, argentina, chilena, etc., y de Brasil donde el líder de la «Jovem Guarda» Roberto Carlos ganó en 1968 el Festival de la Canción de San Remo en Italia. Al Festival Internacional de la Canción de Viña del Mar en Chile en los años 1960 fueron algunos de los exponentes de la Nueva ola.
En la América Latina de los años 1960 se seguían haciendo boleros, pero las nuevas generaciones fueron perdiendo interés en ese género musical y así, boleristas como Bobby Capó y Armando Manzanero se hicieron populares con un nuevo género, los bolero-baladas. Todo este género era llamado balada, no existían denominaciones como balada romántica o fusión musical.
Bobby Capó fue el primer puertorriqueño que registró como balada el tema nuevolero aclamado internacionalmente: «Llorando me dormí», que grabó en 1960 en Argentina en estilo rock lento (slow rock) junto con la argentina Violeta Rivas cantante de la nueva ola argentina. En México, la primera balada registrada como tal es "Sonata de amor" del cubano Mario Álvarez, en 1961. El famoso compositor de bolero Armando Manzanero, registró como balada otro de sus bolero-baladas «Pobres besos míos», que interpretó la norteamericana ídolo en México y cantante de la nueva ola mexicana Angélica María en 1964, y en 1968,  Armando Manzanero, registró su primera balada destacada: «Somos novios» que fue grabada en inglés en 1970 con el título de «It's Impossible» y también por Elvis Presley en Elvis (álbum de 1973).
En América Latina surgieron importantes baladistas que primero hicieron rock and roll, hasta llegar a la balada, como Leo Dan que es considerado como uno de los principales representantes argentinos del este estilo musical, con temas como «Celia», «Te he prometido», etc.; como Sandro que al ganar el Festival Buenos Aires de la canción en 1967, con «Quiero llenarme de ti», participó como artista invitado en el Festival Internacional de la Canción de Viña del Mar en 1968 y su fama llegó a todo el continente, y en ese mismo año produjo la canción «Porque yo te amo»; también Luis Aguilé con su destacada «Cuando salí de Cuba» que se refiere precisamente al momento en que dejó Cuba debido a la Revolución cubana, donde estaba radicado y era un ídolo juvenil; Palito Ortega en 1962 fue integrante del El Club del Clan de Argentina y se destaca su éxito «A mí me pasa lo mismo que a usted»; Leonardo Favio con «Fuiste mía un verano», «Ella ya me olvidó», y Piero con «Si vos te vas», «Llegando, llegaste» y otros baladas, aunque en él su producción artística destaca la canción social de protesta. Ellos entre otros representaron a la América de habla hispana en el mundo.
El de mayor trascendencia de Hispanoamérica fue probablemente Sandro, especialmente en las mujeres de la época con sus movimientos causaba delirios colectivos y desmayos, ellos iniciaron estos movimientos relacionados con la música rock estadounidense cantada en español. En los años posteriores se desarrollaron nuevas formas musicales partiendo de ritmos del rock fusionados con ritmos locales y haciéndolos lentos, realizando así música que no era precisamente balada, pero sí muy romántica. El llamado rock británico trajo más cambios: las canciones se infantilizan, las voces se hacen delgadas.

### Éxito de Europa latina en América

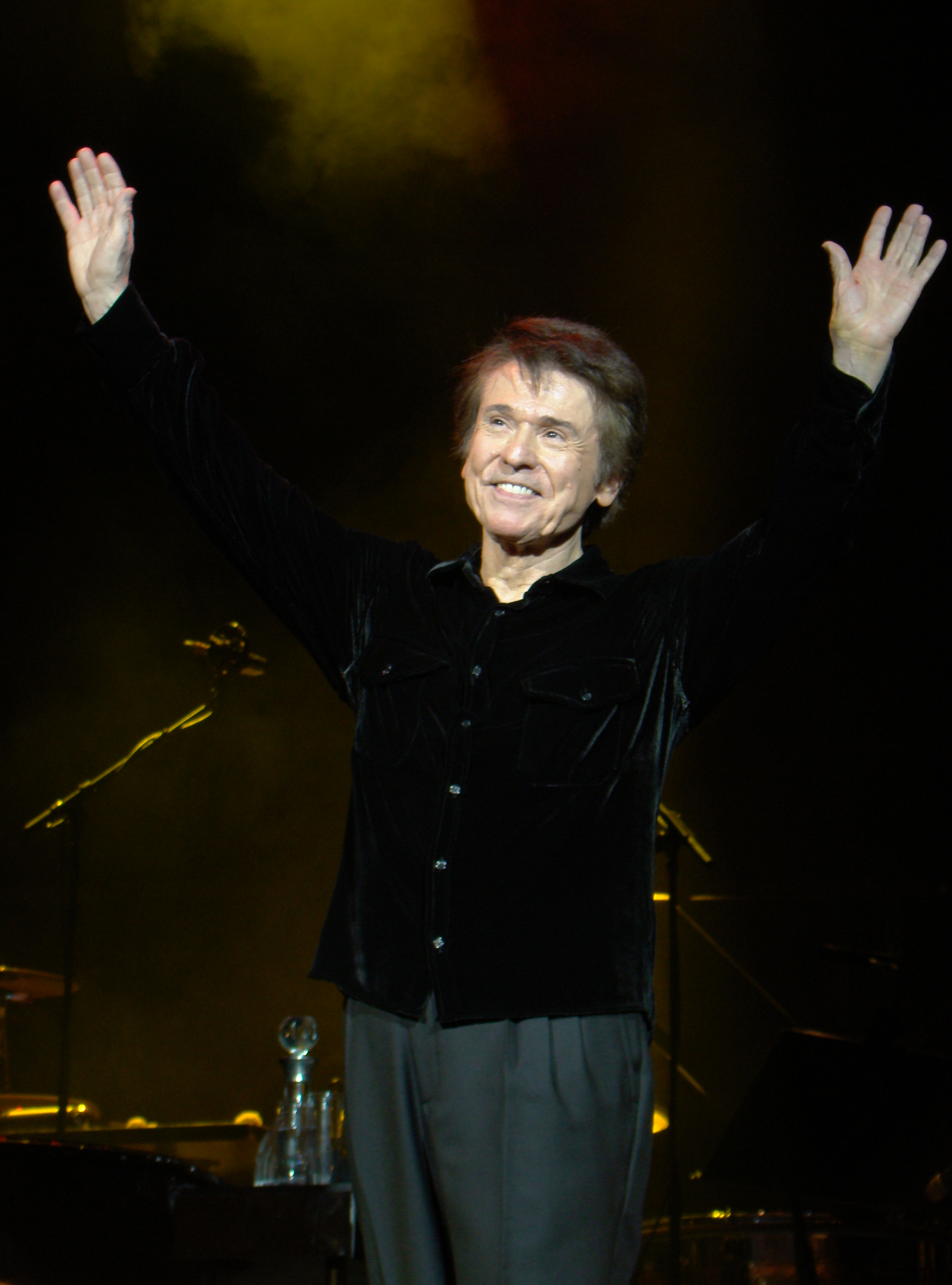
Raphael, precursor del auge de la balada romántica española fuera de España.

En los años 1960, intérpretes y compositores de países europeos influenciados por el auge norteamericano posguerra hacen competencia musical, como Charles Aznavour, Domenico Modugno, Salvatore Adamo y Manuel Alejandro.
El primero que contribuyó a que la balada tuviera aceptación en Italia, en la Latinoamérica, en Norteamérica y en el mundo fue el italiano Domenico Modugno con «Volare» que ganó el Festival de la Canción de San Remo en 1958; sus canciones en italiano y español fueron éxitos musicales, como «La distancia es como el viento». También merecen mención los italianos Nicola Di Bari con «Los días del arco iris», «El último romántico»; Lucio Battisti con «Mi libre canción», «Respirando»; Umberto Tozzi con «Te amo», «Gloria»; entre otros.
El francés Charles Aznavour con la «Bohemia» debutó en el teatro Alhambra de París y su compatriota Gilbert Bécaud con «Nathalie»; ellos también cantaban en francés y en español, demostrando que la balada tenía aceptación internacional.
Raphael y Manuel Alejandro (compositor), triunfaron en España e Hispanoamérica con canciones como «Yo soy aquel», «Cuando tú no estás», «Digan lo que digan», Hablemos del Amor, Al Margen de la Vida, Tu Volveras, etc., y Raphael también con «Mi gran noche»  La Noche, del ítalo-belga Salvatore Adamo. Raphael había ganado el Festival Español de la Canción de Benidorm de 1962 y años más tarde sería el ganador sentimental de Eurovisión 1969 que se realizó en España. Se debe mencionar entre otros españoles, a Julio iglesias ganador del Festival Español de la Canción de Benidorm de 1968 y que con la canción «Gwendolyne» de 1970 grabada en cinco idiomas: español, inglés, francés, alemán e italiano, inició su reconocimiento mundial, y a Camilo Sesto fructífero cantante y compositor aclamado internacionalmente.

#### Baladistas de España
En los años 1960, 1970 y 1980, cantantes, compositores y productores que crearon la balada en España Raphael, es el precursor del auge de la balada romántica española fuera de España. Julio Iglesias, se convirtió en el baladista más vendedor y exitoso de todos los tiempos, habiendo también co-compuesto unido al ex Dúo Dinámico gran parte de su repertorio. Tradujo al español música de otros orígenes e interpretó canciones de otros compositores, además versionó música antigua latinoamericana, y llegó al éxito internacional en Estados Unidos cantando música en inglés.
Entre los creadores que dieron a conocer la balada en España fueron Juan Carlos Calderón, es el más importante compositor de baladas que han cantado tanto latinos, españoles y hasta anglosajones; siendo lo más destacado su trabajo con Luis Miguel , algunas de Nino Bravo, Mocedades y composiciones para álbumes de cantantes latinoamericanos en los años 1980; Camilo Sesto, el cual contó con una gran colección de discos propios, además de producir composiciones que llevaron a la fama a Manolo Otero y a Ángela Carrasco. José Luis Armenteros y Pablo Herrero, después de contribuir a la fama de Fórmula V, de Nino Bravo con «Un beso y una flor» y otros, darían a conocer a latinos como Perla y al igual que Manuel Alejandro, ellos realizaron todas las composiciones para álbumes de José Luis Rodríguez "El Puma", Emmanuel, José José, entre otros.
El cantautor hispano José Luis Perales que destaca a Jeannette con su tema «Por qué te vas», a Miguel Bosé; más adelante, solo imprimiría baladas para intérpretes baladistas españoles; además produjo y compuso los discos «Marinero de luces» y «Se me enamora el alma» de Isabel Pantoja. Chema Purón, compuso canciones para la cantante griega Nana Mouskouri y para el venezolano José Luis Rodríguez "El Puma".
Otros baladista que destacan en España fueron: Luis Gómez Escolar, Manuel Alejandro, Miguel Gallardo, Antonio Guijarro Campoy y Nino Bravo.

### La época de esplendor

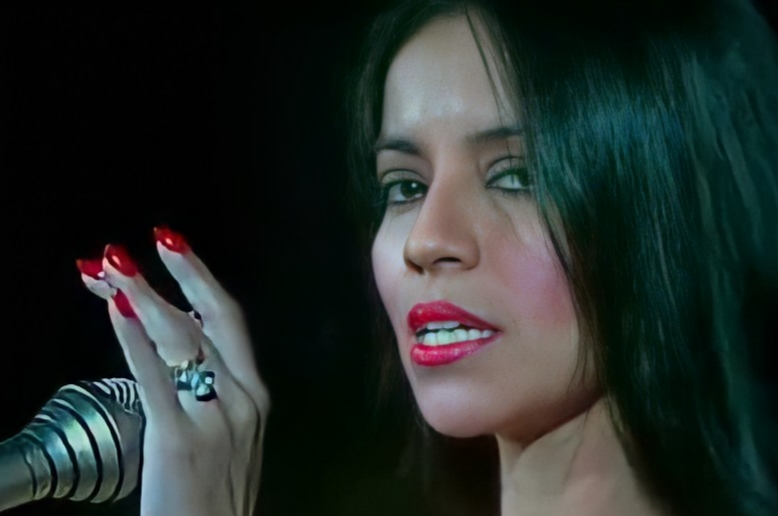
Perla

En los años 1970 la influencia del jazz y su relación con técnicas de música clásica hace nacer un movimiento de baladas más complejo en progresiones armónicas, podemos decir que es la mejor década para la misma, en que todo el mundo se lanza a realizarla. En esta época de oro, que duró hasta mediados de 1980, desde España, artistas como Raphael, Julio Iglesias, Camilo Sesto, Rocío Jurado, Jeanette, Rocío Dúrcal, y cantantes latinoamericanos como Roberto Carlos, Sandro, Rodolfo (en sus inicios en la música posteriormente sería conocido por sus éxitos tropicales), Pimpinela, José José, Juan Gabriel, entre otros sacaron al mercado éxitos mundiales.
Entre ellos se pueden destacar «Como una ola», «Señora», «Como yo te amo», «Se nos rompió el amor», de Rocío Jurado; «El triste», «La nave del olvido», «Te extraño», «Amar y querer», «Gavilán o paloma», «Lo pasado, pasado», «Volcán», «Lo que no fue, no será», de José José; «Gwendolyne», «La vida sigue igual», «Soy un truhán, soy un señor», «Beguin the Beguine», de Julio Iglesias; «Porque yo te amo», «Te propongo», «Rosa... Rosa», «Quiero llenarme de ti», «Penumbras», «Como te diré», «El maniquí», de Sandro; «Amigo», «Detalles», «Cama y mesa», de Roberto Carlos; «Fresa salvaje», «Perdóname», «Vivir así es morir de amor», de Camilo Sesto. La española Rocío Dúrcal tuvo grandes éxitos mundiales tanto en las rancheras como en las baladas, se le conoció como la «Señora de la canción», sus éxitos entre sus baladas incluyen «Costumbres», «Amor eterno», «Diferentes», «Como tu mujer», «Cómo han pasado los años», «Porque fue que te amé» e «Infiel», entre muchos más que dieron a conocer las baladas a niveles nunca vistos. 

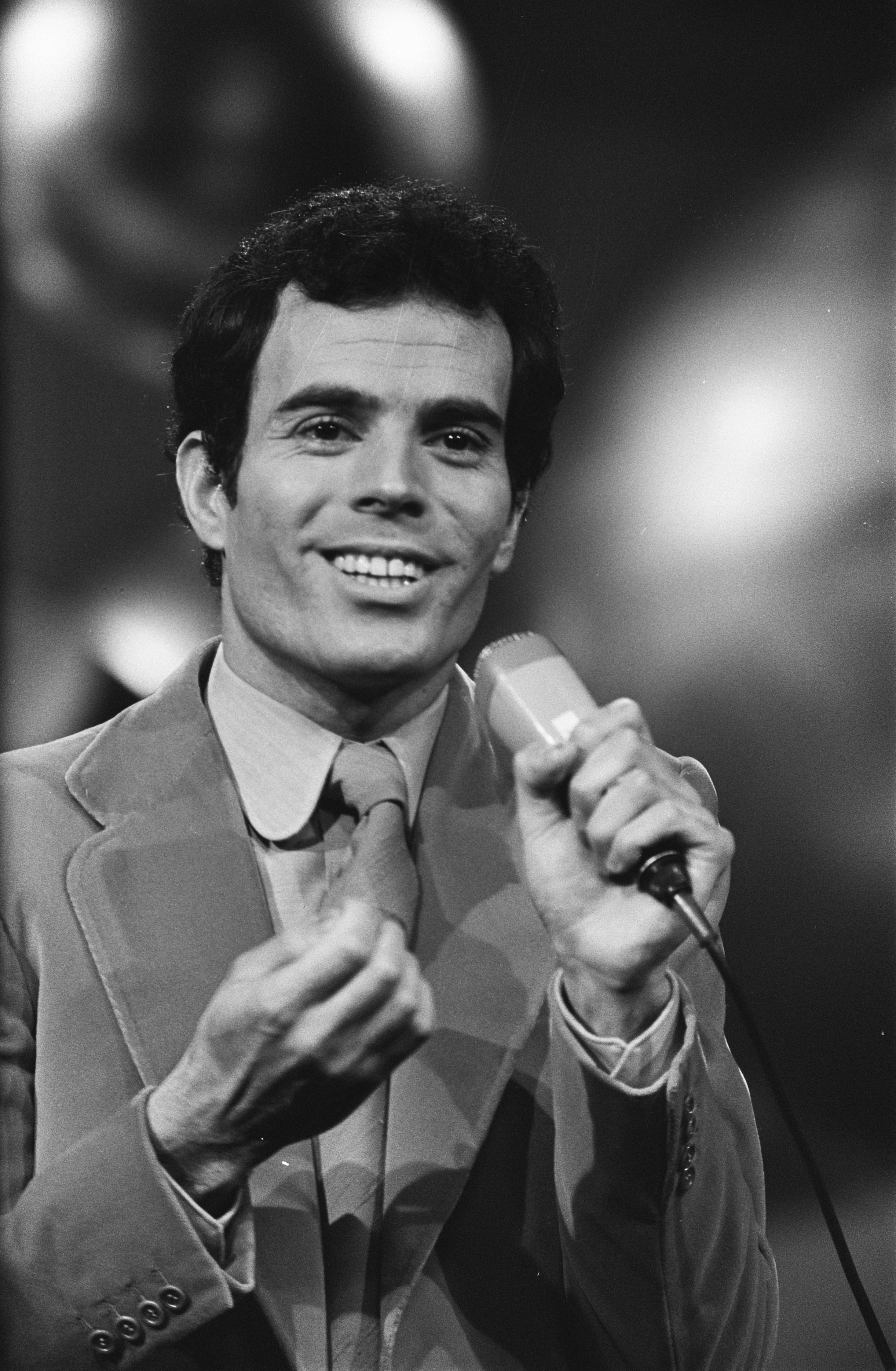
Julio Iglesias

En los años 1980 aún se imprimen baladas, aunque cada vez más sintetizadas, algunos vocalistas latinoamericanos van a grabar a España; Juan Carlos Calderón sería uno de los últimos en dar forma, antes que Luis Miguel (su principal intérprete) fuera a México y con Armando Manzanero produce sus discos con retorno a los boleros. 

### Adaptaciones posteriores en Latinoamérica
Terminada la época de esplendor, se inicia la fusión con elementos rancheros y de la música tradicional local de cada país, y algunas experiencias de artistas latinos de otros géneros que habían experimentado con algunas baladas. La diferencia más notoria es que prescinden de usar orquesta sinfónica y apuestan totalmente por el sintetizador, dándole un ingenioso y muy original uso para expresar su música.

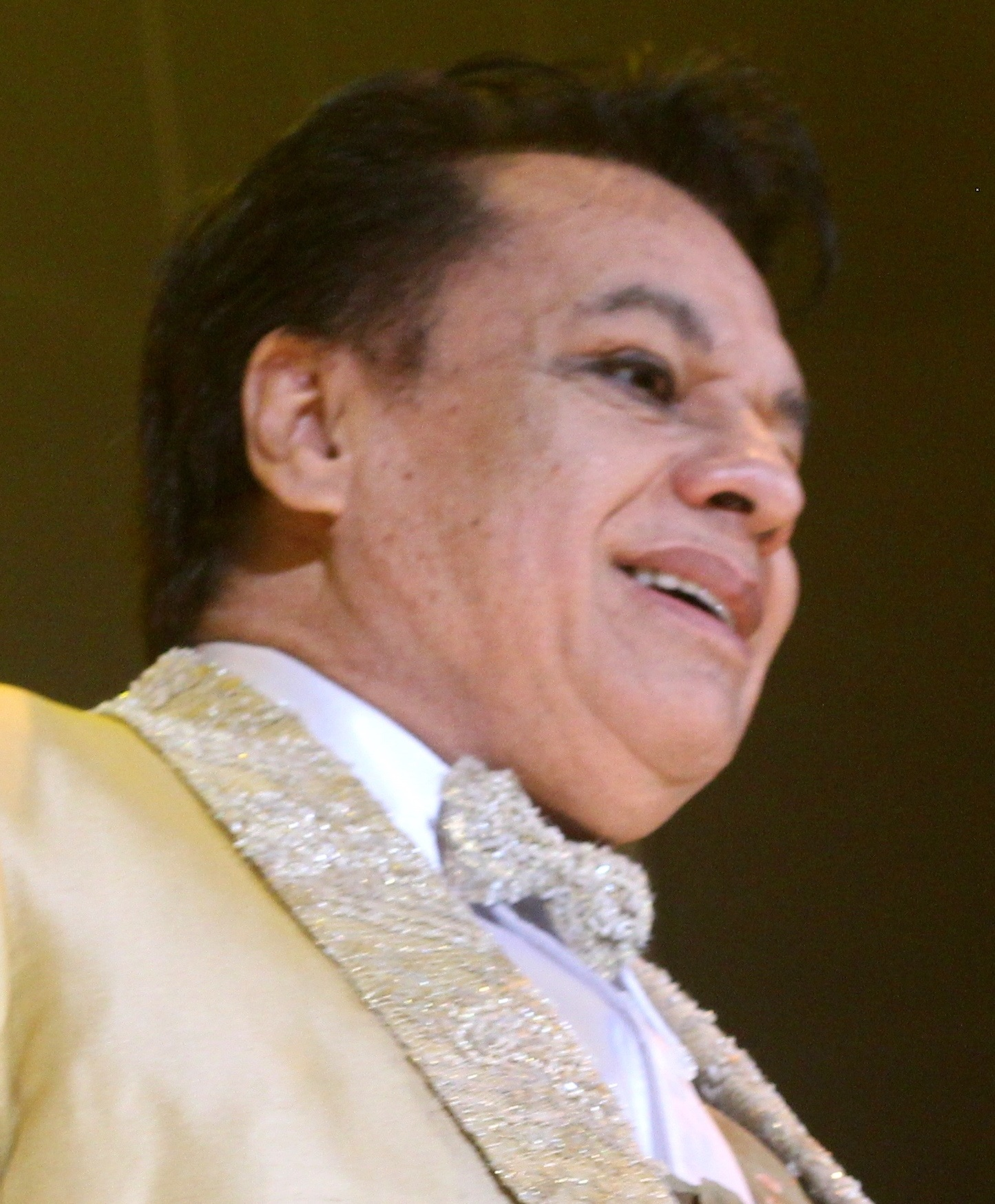
Juan Gabriel en 2014

Pero fue la banda mexicana de estilo euroanglosajón (punkdark) Caifanes cuyos músicos cultivaban la música de Latinoamérica antigua, los responsables del resurgimiento de la música latinoamericana con una reedición en 1989 del tema cubano «La negra Tomasa-Bilongo» (aunque su canción que les dio popularidad es «Mátenme porque me muero») que daría la pauta de cómo usar los instrumentos modernos, así aparece la nueva cumbia junto con el auge de la comercialización del sintetizadores digitales o samplers, siendo el modelo Korg M1 el favorito de estas nuevas bandas que se formarían a partir de entonces en Latinoamérica, de estilos desde la salsa hasta el merengue, reguetón o la cumbia villera, los que darían algunas baladas del nuevo estilo absolutamente latinoamericano en sus CD. Desde allí, artistas como Ricardo Montaner, el dúo Sin Bandera sonorizaran con baladas románticas telenovelas latinoamericanas convirtiéndose en el fondo sonoro estándar para las mismas, si bien no llegan a ser internacionales, expresan perfectamente el sentir de la juventud romántica de sus países.
En esos años 1990 comienzan a aparecer baladistas mexicanos como John William Hartfiel (compositor y productor del grupo mexicano RBD), bandas de rock como Maná que fusionan con ritmos locales logrando buenos resultados gracias a las experiencias que ya habían estado propinando intérpretes del rock argentino como Sandro, Sui Generis, Los Abuelos de la Nada, Fito Páez; artistas de otros géneros que se animaban a imprimir baladas producidas por ellos mismos y que resultaban deslumbrantes debido a la calidad de la música de ese país, y antes de ello algunos tangos terminaron convirtiéndose técnicamente en bellísimas baladas románticas como «El día que me quieras» de Carlos Gardel, pero nunca se las denominó así, de allí mismo tenemos temas artísticos como «Muchacha (Ojos de papel)» de Almendra. Paralelamente el cantautor cubano Silvio Rodríguez hizo baladas también originales «Unicornio», «El sol no nos da de beber» del álbum Unicornio, enmarcadas en la Nueva Trova de su país.

### Actualidad
A partir de los años 1990, la influencia norteamericana y los procesos de internacionalización mediática que la integran, contribuyeron a difundir la balada romántica y a homogeneizarla. La producción de baladas se entendió por diversos países; en el oriente asiático, entre otros, una destacada para mencionar: «From The Beginning Until Now» de Ryu Shi Won (melancólica, conocida por Sonata de invierno «Winter Sonata», drama de Corea del Sur). Como parte del proceso de latinoamericanización de Estados Unidos y de la presencia dominante en el género de las empresas multinacionales discográficas, Miami se ha convertido en el principal centro de producción de baladas, lo que a su vez ha retroalimentado las tendencias a emigrar hacia esa ciudad estadounidense de cantantes, productores, y músicos latinoamericanos y españoles.

Rodolfo Aicardi uno de los exponentes de la balada de los 60 y 70.

Italia ha tenido un resurgir con Eros Ramazzotti, Laura Pausini, Gianluca Grignani, Tiziano Ferro, etc. dando a conocer compositores como Angelo Valsiglio, y debido a las traducciones de sus canciones al español, han ganado terreno desde la década de 1990 en la balada en español.

## Diferencias y desambiguación entre balada y bolero
En el lenguaje coloquial latinoamericano se intercambian los términos balada y bolero, pero se trata de estilos musicales diferenciados. Algunos autores atribuyeron en parte esa diferencia, a que el bolero presenta letras con una mayor sofisticación y un lenguaje más metafórico y sutil, por la influencia española. Cuando boleristas latinoamericanos modernos optaron por componer balada en boga, no obtuvieron estos desarrollos debido a que tomaron elementos de la balada slow rock de los años 1950 que es en general escueta. A lo largo de décadas de existencia se fusionaron con diversos ritmos afroamericanos y locales para formar diversas variantes, tanto el bolero y la balada, como en salsa y cumbia románticas para citar algunos.
El músico argentino Chico Novarro se refiere a estas diferencias cuando en un reportaje responde:

Pregunta: Pero justamente a usted se lo reconoce por haber introducido el habla cotidiana al bolero.
—Es cierto. El bolero rendía culto a un discurso amoroso remanido. Yo quise sacarlo de ahí y busqué evitar exageraciones. Aprendí mucho de tipos como Luis Demetrio o Álvaro Carrillo, que entraron en una onda distinta. Yo los seguí y me mandé, metí palabras cotidianas, me tomé licencias.

Chico Novarro se caracterizó por abordar con solvencia estilos muy variados como: bolero, tango, jazz, rock, cumbia y pop. En 1960 se instaló en Buenos Aires y dos años después integró el Club del Clan, programa de televisión que se volvería famoso por difundir rock y baladas, de donde salieron exitosos artistas, como Palito Ortega, Violeta Rivas y Johnny Tedesco, entre otros.

## Intérpretes por país

### En español
- Sandro Argentina: Abel Pintos, Alberto Cortez, Alejandro Lerner, Amanda Miguel, Axel, Bárbara y Dick, Beto Orlando, Cacho Castaña,[12] César "Banana" Pueyrredón, Chico Novarro, Diego Torres, Luciano Pereyra, Diego Verdaguer, Donald, Elio Roca, Emilia Mernes, Enanitos Verdes, Estela Raval, Facundo Cabral, Jairo, Jorge Rojas, Johnny Tedesco, Juan Ramón, King Clave, Leo Dan, Leonardo Favio, Lola Ponce, Los Cinco Latinos, Los Nocheros, Luis Aguilé, Luis Ángel Márquez, Marcela Morelo, Marco Montoya, María Martha Serra Lima, Noel Schajris, Palito Ortega, Paz Martínez, Piero de Benedictis, Pimpinela, Sabú, Sandro de América, Sergio Denis, Silvana Di Lorenzo, Tini Stoessel, Tormenta, Valeria Lynch, Vicentico, Violeta Rivas y Yaco Monti.

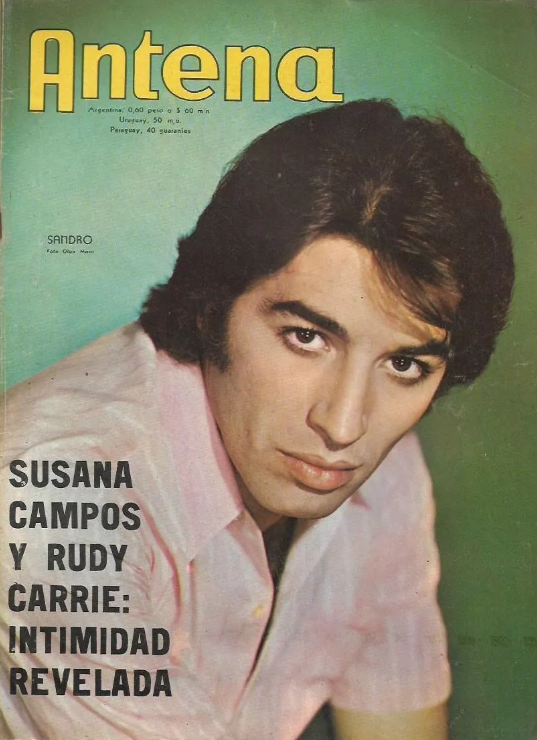
Sandro

- Bolivia: Adrián Barrenechea, Carlos Suárez Gonzáles, Ivia, Lou Kass, Milton Cortez, Octavia, Sacrilegio y Tupay.
- Chile: Alberto Plaza, Argel, Ariztía, Beto Cuevas, Buddy Richard, Daniela Castillo, Douglas, Gloria Benavides, Keko Yunge, La Otra Fe, La Sociedad, Leandro Martínez, Los Ángeles Negros, Los Galos, Los Golpes, Los Vásquez, Lucho Gatica,[13] Luis Jara, Mario Guerrero, Mon Laferte, Myriam Hernández, Natalino y Pablo Herrera.
- Galy Galiano Colombia: Ana y Jaime, Andrés Cepeda, Billy Pontoni, Charlie Zaa, Camilo, Carlos Vives, Claudia de Colombia, Compañía Ilimitada, Estéfano,Fausto, Fonseca, Galy Galiano,[14] Génesis de Colombia, Harold, Ilona, Isadora, Jimmy Salcedo, Jorge Villamizar, José Gaviria, Juanes, Los hermanos Aicardi, Los Hispanos, Lucas Arnau, Lukas, Lyda Zamora, Maía, Manuel Medrano, Manuel Fernando, Morat, Óscar Golden, Pablus Gallinazus, Raúl Santi, Rodolfo Aicardi,[15] Santiago Cruz, Sebastián Yatra, Shakira, Soraya, Vicky y Piso 21.
- Costa Rica: Gaviota, Vía Libre.

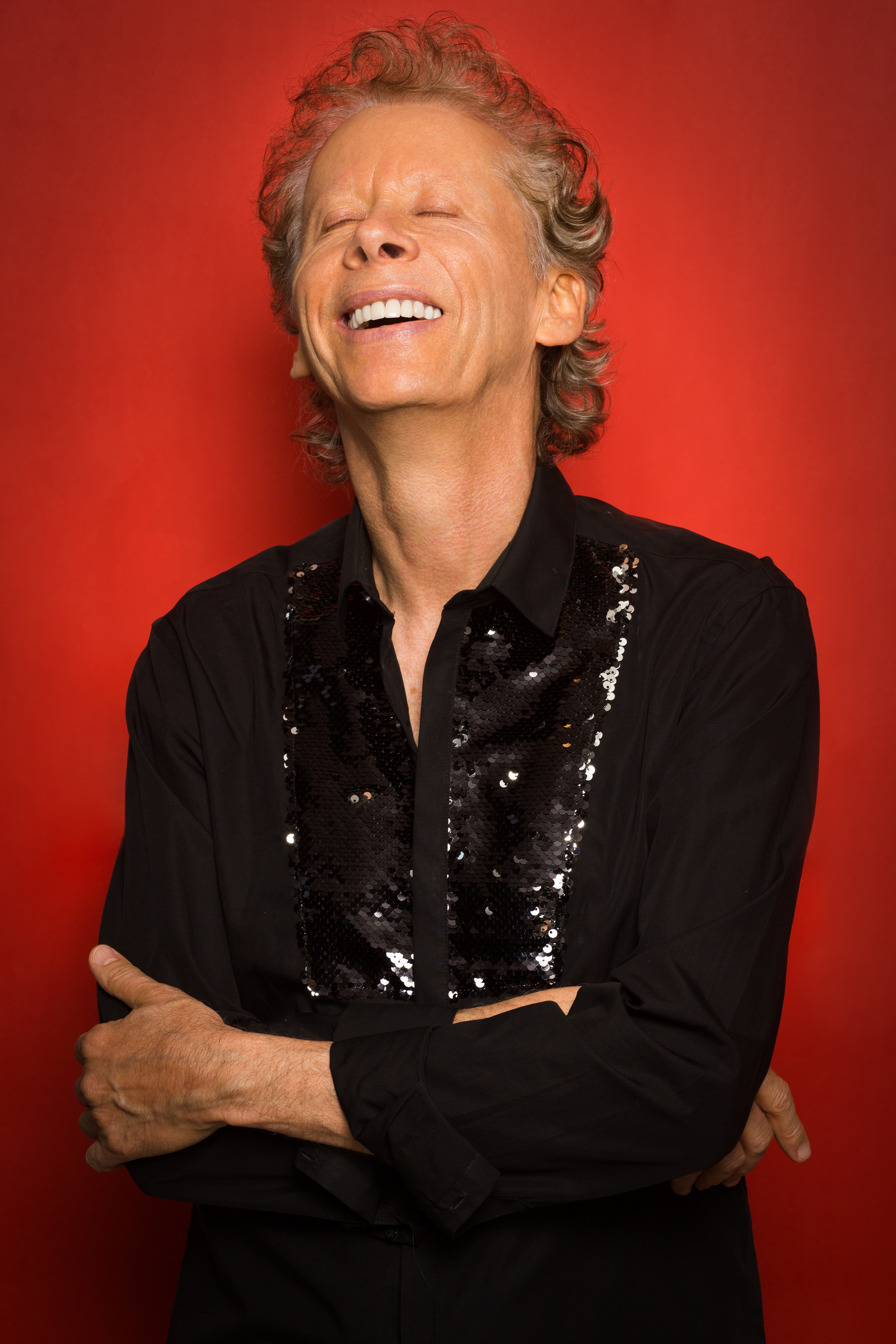
Galy Galiano

- Cuba: Camila Cabello, Donato Póveda, Franco Iglesias, Gloria Estefan y Marisela Verena.
- Ecuador: Boddega, Jinsop,[16] Tranzas, Clip, Juan Fernando Velasco y La Pandilla.
- El Salvador: Álvaro Torres.
- España: Alejandro Sanz, Álex Ubago, Amaia Montero, Amaya Uranga, Ana Belén, Belinda, Braulio, Grupo Bravo, Bruno Lomas, Carlos Marín, Camilo Sesto, Chiquetete, Danny Daniel, David Bisbal, David Bustamante, Dyango, El Consorcio, Emilio José, Enrique Iglesias, Hombres G, Isabel Pantoja, Jeanette, José Luis Perales, José Vélez, Juan Bau, Juan Camacho, Juan Erasmo Mochi, Juan Pardo, Juan y Junior, Julio Iglesias, Karina, Lolita Flores, Lorenzo Santamaría, Los Pecos, Los Pekenikes, Luisito Rey, Luz Casal, Malú, Manuel Alejandro,[17] Manolo Galván, Manolo Otero, Marcos Llunas, Mari Trini, Marta Sánchez, Massiel, Mecano, Miguel Bosé, Miguel Gallardo, Mocedades, Mónica Naranjo, Nino Bravo, Pablo Alborán, Paloma San Basilio, Parchís, Peret, Raphael, Rocío Dúrcal, Rocío Jurado, Sergio Dalma, Sergio y Estíbaliz, Tamara, Trigo limpio, Valen y Víctor Manuel.
- Estados Unidos: Ha*Ash, Jennifer Lopez, La Mafia, Lorenzo Antonio, Manoella Torres y Selena, CNCO
- Guatemala: Ricardo Arjona, Alux Nahual y Shery.
- México: Alberto Vázquez, Alejandra Guzmán, Alejandro Fernández, Aleks Syntek, Ana Bárbara, Ana Gabriel, Fey, Armando Manzanero, Bronco, Caifanes, Camila, Carlos Rivera, Carlos Colorado Vera, César Costa, Cristian Castro, Daniela Romo, Dulce, Eduardo Capetillo, Emmanuel, Enrique Guzmán, Estela Núñez, Flavio César, Gloria Trevi, Jesse & Joy, Joan Sebastian, José José, José María Napoleón, Juan Gabriel, Julieta Venegas, Kalimba, Laureano Brizuela, Los Temerarios, Los Yonic's, Lucero, Luis Miguel, Lupita D'Alessio, Manuel Mijares, Marco Antonio Muñiz, Marco Antonio Solís, María del Sol, Marisela, Maná, Paulina Rubio, Pandora, Pedro Fernández, Pepe Aguilar, Pilar Montenegro, Reik, Reyli Barba, Río Roma, Rigo Tovar, Roberto Jordán, Rocío Banquells, Samo, Sin Bandera, Sofía Reyes, Thalía, Timbiriche, Vicente Fernández, Vikki Carr, Yuri y Yuridia. CD9
- Joan Sebastian Nicaragua: Hernaldo Zúñiga y Luis Enrique.

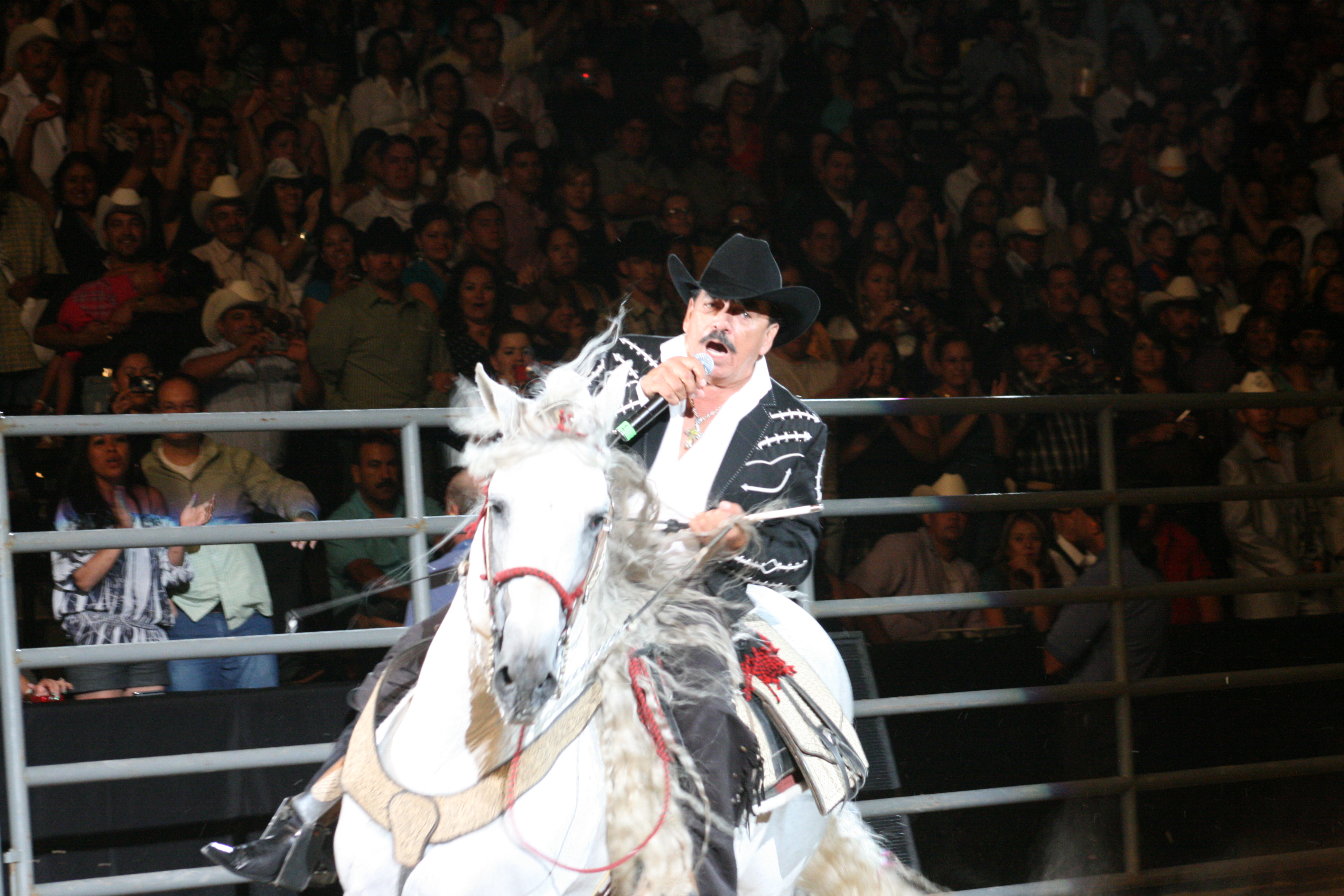
Joan Sebastian

- Panamá: Alejandro Lagrotta, Basilio, Dumas, Erika Ender, Ingrid de Ycaza, Nilena, Priscilla Moreno y Xantos Jorge.
- Paraguay: Marco de Brix y Perla.[18]
- Perú: Adriana Mezzadri, Gianmarco Zignago, Homero, Los Pasteles Verdes, Pedro Suárez Vértiz, Susan Ochoa y Tania Libertad.
- Puerto Rico: Carlos Ponce, Chayanne, Ednita Nazario, El Reencuentro, José Feliciano, Kany García, Luis Fonsi, Marc Anthony, Menudo, Noelia, Ricky Martin, Tommy Torres, Yandel, Yolandita Monge y RKM & Ken-Y
- República Dominicana: Ángela Carrasco, Anthony, Anthony Ríos, Fausto Rey, Jackeline Estévez, Juan Luis Guerra, Maridalia Hernández, Niní Cáffaro, Prince Royce, Romeo Santos, Sonia Silvestre y Vickiana.
- Uruguay: Gervasio, Jorge Drexler, Los Iracundos, Los TNT, Natalia Oreiro y Sergio Fachelli.

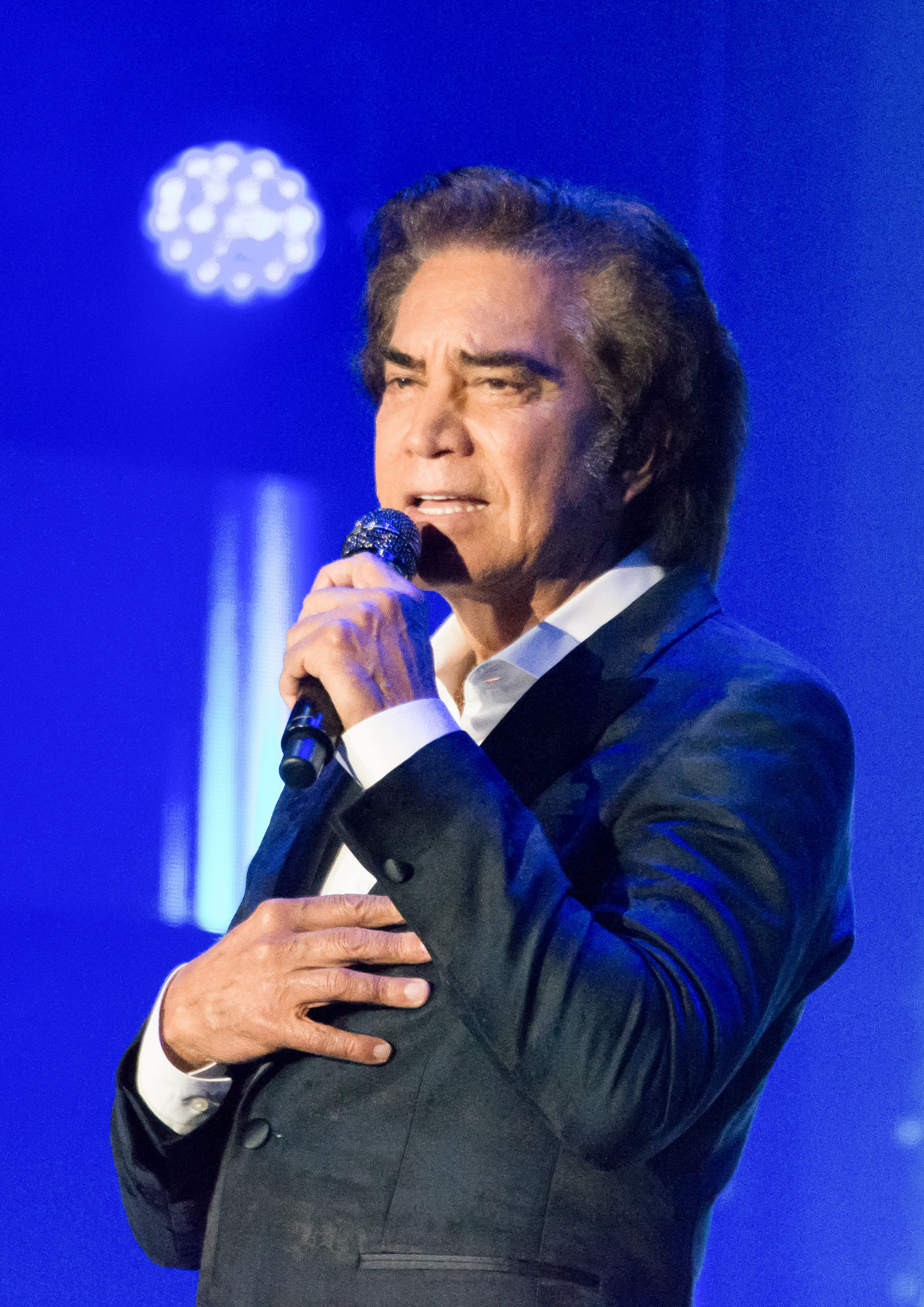
José Luis Rodríguez "El Puma"

- José Luis Rodríguez "El Puma" Venezuela: Aditus, Agni Mogollón, Alberto Acuña, Carlos Baute, Carlos Mata, Carlos Morean, Cherry Navarro, Colina, Elisa Rego, Evio Di Marzo, Franco de Vita, Frank Quintero, Gonzalo Micó, Guillermo Dávila, Henry Stephen, Ilan Chester, Jeremías, Jorge Aguilar, José Luis Rodríguez "El Puma",[19] Karina, Kiara, Los Chamos, Los Terrícolas, Luis Silva, María Conchita Alonso, María Rivas, Marlene, Mayra Martí, Melissa, Ricardo Montaner, Mirla Castellanos, Mirtha Pérez, Pablo Manavello, Pecos Kanvas, Pentágono, Roque Valero, Rudy La Scala, Rudy Márquez, Samuel, Sergio Pérez, Servando & Florentino, Témpano, Trino Mora, Victor Muñoz, Voz Veis y Yordano.

### Otros idiomas
- Bélgica: Frédéric François, Salvatore Adamo.
- Brasil: Alexandre Pires, Chitãozinho & Xororó, Denisse de Kalafe, José Augusto , Leandro y Leonardo, Morris Albert, Nelson Ned, Nilton César, Roberto Carlos, Simone (Simone Bittencourt de Oliveira) y Zezé di Camargo y Luciano.
- Canadá: Céline Dion y Shawn Mendes.
- Estados Unidos: Britney Spears, Billie Eilish, Lady Gaga, Bruno Mars, Connie Francis, Charlie Puth, Elvis Presley, John Legend, Lani Hall, Laura Branigan, Marvin Gaye, Miley Cyrus, Michael Jackson, NSYNC, Backstreet Boys, Olivia Rodrigo, Selena Gomez y Taylor Swift.
- Inglaterra: Albert Hammond, Adele, Coldplay, Ed Sheeran, Harry Styles, Louis Tomlinson, John Lennon, Sam Smith y Jeanette.
- Francia: Charles Aznavour, Claude François, Dalida, Francis Cabrel, Françoise Hardy, Gilbert Bécaud, Jacques Brel, Joe Dassin, Laurent Voulzy, Marie LaForet, Mireille Mathieu y Nino Ferrer.
- Gales: Mary Hopkin.
- Grecia: Demis Roussos.
- Italia: Al Bano, Anna Oxa, Domenico Modugno, Drupi, Eros Ramazzotti, Fiordaliso, Franco Simone, Gianluca Grignani, Gianni Bella, Gigliola Cinquetti, Il Volo, Irene Grandi, Jimmy Fontana, Laura Pausini, Lucio Battisti, Lucio Dalla, Massimo Ranieri, Mina Mazzini, Nicola Di Bari, Peppino di Capri, Piero, Pooh, Gianni Morandi, Raffaella Carrà, Riccardo Cocciante, Ricchi e Poveri, Romina Power, Sandro Giacobbe, Toto Cutugno y Umberto Tozzi.
- Portugal: António Calvário, Madalena Iglésias, Marco Paulo, Simone de Oliveira y Tony Carreira.
- Rusia: Eduard Jil.
- Suecia: ABBA, Pandora y Roxette.